# インヒューマンズ
インヒューマンズ（Inhumans）は、マーベル・コミックが出版するアメリカン・コミックスに登場する架空の種族である。
1965年12月にコミック『ファンタスティック・フォー』第45号に初めて登場。

## 概要
月に“アティラン”という一大国家を築き、ブラックボルトを王とする絶対王政を敷いている。
普通の人類より強化された身体能力を持ち、成人すると秘宝テリジェン・ミストを浴びること（テリジェンシス）で個別の特殊能力を得る（発現した能力を元にした差別問題が発生している）。

## 略歴
およそ2万5000年ほど前、“クリー人”が進化の行き詰まりと侵略による絶滅の危機を感じ、その異種遺伝学者たちがいくつもの星の生命を調査して周り、地球のネアンデルタール人を発見。クリーの異種遺伝学者たちはネアンデルタール人たちに遺伝子上の「種」を植え付け、実験をしようとした。しかし、彼らは地球を去り、実験は放置された。何百年か経ち、実験された遺伝子を持つ者たちは人類より早く進化を遂げ、その中にランダックという者が現れた。ランダックはクリーの再来に抵抗するためその実験を継続し、自ら創り出した“テリジェン・ミスト”にその身を曝し神の如き力を得た。
地上にはインヒューマンズの遺伝子を持った人間が残っており、地上にテリジェン・ミストが拡散したときに多くのインヒューマンズが生まれた。

## メンバー

### 王族
ブラックボルト
本名：ブラッカガー・ボルタゴン
超人類インヒューマンズの王。
声に破壊の力を持つため、普段は喋らず手話でコミュニケーションを取る。少年期に先王に反旗を翻し、王位を奪った。
メデューサ
本名：メデュサリス・アマケリン
ブラックボルトの妃。
普段はブラックボルトが声を出せないため、その意志を伝える役目を負う。赤く長い髪の毛を自在に操る能力を持つ。当初はファンタスティック・フォーの敵として登場。(記憶を失っていたところを操られたとされた)
ゴーゴン
本名：ゴーゴン・ペトラゴン
能力を身につけた若者の教官や外交官を行う。
下半身が山羊のようになっており、凄まじい脚力を誇る。地面を踏み鳴らすと地震を起こすことができる。性格が短気で怒りっぽい上に、インヒューマンの中でもあまり人間が好きではなくむしろ嫌っている。
カルナク
本名：カルナク・メンダー=アズール
ブラックボルトの従姉妹であり側近。
兄のトリトンがテリジェンシスの結果、水に依存する能力になってしまったことに驚いた両親がテリジェンシスを施すことを断念。特有の超能力は持たず、生まれ持った能力と修行で得た"あらゆる物事の弱点を見抜く"という力を利用している。
クリスタル
本名：クリスタリア・アマケリン
メデューサの妹。ロックジョーの飼い主。
最初に人類に紹介されたインヒューマンズ。四大元素を操る能力を持つ。男癖が悪く、ヒューマン・トーチ、クイックシルバー、ロナン・ジ・アキューザーなどと関係を持ち、バツ2である。
ロックジョー
額にアンテナの生えた巨大ブルドック。王家の一員かつ番犬。
強力なテレポート能力の持ち主。クリスタルの愛犬兼ボディーガードで、彼女の元夫であるクイックシルバーとは不仲。
トライトン
本名：トライトン・メンダー=アズール
緑の肌の半魚人のような姿で、陸上では生きていけないため水中で暮らしている。ネイモア・ザ・サブマリナーの親友。
マキシマム・ザ・マッド
本名：マキシマム・ボルタゴン
ブラックボルトの弟。天才だが精神に異常があり、王の座を狙って暗躍する。
アティランの2人の遺伝学者アゴンとリンダから生まれる。幼少期にテリジェン・ミストを浴び、成長するに連れて反社会的行動をとるようになった。16歳の時、ブラックボルトが保護室から解放され、彼の声を利用しようと試みるが失敗。その後クリー人と盟約を結ぶため暗躍、それを阻止しようとしたブラックボルトの声によって正気を失う。また能力も抑制されてしまった。

## 実写化

### 『エージェント・オブ・シールド』
シーズン2から登場

### 『インヒューマンズ』

#### メンバー
ブラックボルト
演 - アンソン・マウント
メデューサ
演 - セリンダ・スワン
マキシマス
演 - イワン・リオン
カルナク
演 - ケン・レオン
ゴーゴン
演 - エミ・イクワーカー
クリスタル
演 - イザベル・コーニッシュ
トライトン
演 - マイク・モー
ロック・ジョー

#### ツール
コムリンク（Com-Link）
アティランの王室のスタッフの間で使われているリストバンド型の超高性能通信機。月と地球間でも通信が可能なほか、所持者の現在位置を特定する機能も有している。